# Zamîslovîci, Olevsk
Zamîslovîci (în ucraineană Замисловичі) este localitatea de reședință a comunei Zamîslovîci din raionul Olevsk, regiunea Jîtomîr, Ucraina.

## Demografie
Componența lingvistică a localității Zamîslovîci
     Ucraineană (99,68%)
     Alte limbi (0,32%)
Conform recensământului din 2001, majoritatea populației localității Zamîslovîci era vorbitoare de ucraineană (99,68%), existând în minoritate și vorbitori de alte limbi.